# Puig Drau
El Puig Drau és una muntanya de 1.345 metres que es troba entre els municipis del Brull, a la comarca d'Osona i del Montseny, a la comarca del Vallès Oriental.